# Meliosma thomsonii
Meliosma thomsonii är en tvåhjärtbladig växtart som beskrevs av George King och Dietrich Brandis. Meliosma thomsonii ingår i släktet Meliosma och familjen Sabiaceae. Inga underarter finns listade.